# Скрипник Олександр Миколайович
Олекса́ндр Микола́йович Скри́пник (нар. 7 листопада 1958, м. Одеса, УРСР) — колишній радянський футболіст, захисник. Після закінчення активних виступів перейшов на тренерську діяльність. Найбільш відомий за роботою на різних посадах у системі одеського «Чорноморця». Заслужений тренер Молдови (2000).

## Біографія

### Кар'єра гравця
Олександр Скрипник народився у Одесі, де й почав серйозно займатися футболом. Переможець усесоюзного юнацького турніру «Переправа» 1978 року. Вихованець СДЮШОР «Чорноморець». Перший тренер — Олександр Руга. У дублюючому складі «моряків» молодий захисник з'явився, коли йому не було ще й сімнадцяти, однак шлях до основи виявився не надто легким і лише у 1978 році Скрипника почали залучати до ігор першої команди. Загалом, у складі «Чорноморця» футболіст провів дев'ять сезонів, у кожному з яких команда незмінно виступала у вищій лізі чемпіонату СРСР. Після вильоту одеситів до нижчого ешелону за підсумками сезону 1986 Скрипник вирішив залишити команду.
У наступному сезоні «Чорноморець» повернувся до вишки, а Скрипник — ні. Спочатку Олександр захищав кольори першолігового «Колоса» з Нікополя, потім перебрався до Волгограда, де грав за місцевий «Ротор», що також виступав у першій лізі. А закінчив кар'єру Скрипник у херсонському «Кристалі».

### Тренерська кар'єра
Після завершення активних виступів Олександр Скрипник повернувся до рідної Одеси, але вже як тренер, увійшовши до штабу Віктора Прокопенка, що очолював «Чорноморець» на той час. Після утворення чемпіонату незалежної України деякий період працював із командою «Чорноморець-2» як помічник головного тренера, а згодом і сам став керманичем резервного складу «моряків».
З 1996 року тренерська доля Олександра Скрипника у більшості випадків була так чи інакше пов'язана з іменем Семена Альтмана. Саме Семен Йосипович запросив Скрипника до Молдови, де вони разом працювали у місцевому «Зімбру». Спочатку Скрипник був помічником головного тренера, а у сезоні 1999/2000 керував командою вже сам. За друге місце на Кубку Співдружності 2000 його було удостоєно почесного звання «Заслужений тренер Молдови».
На цій мажорній ноті Олександр Миколайович повернувся до Одеси, де знову приступив до роботи у тренерському штабі «Чорноморця». Після відставки Анатолія Азаренкова рішенням керівництва клубу Скрипника було призначено головним тренером колективу, що виступав на той час у першій лізі. За підсумками сезону команда блискуче впоралася з поставленою задачею і здобула путівку до вищої ліги. Однак наступного року виявилося, що клуб просто не готовий виступати на найвищому рівні і після серії невдач Олександр Миколайович подав у відставку, яку президент клубу Леонід Клімов прийняв.
Незважаючи на слова Скрипника про те, що він втомився від футболу і бажає взяти творчу відпустку, пропозиція Семена Альтмана приєднатися до нього у донецькому «Металурзі» знайшла відгук у душі Олександра Миколайовича і у листопаді 2002 року він приступив до виконання своїх обов'язків у клубі з Донбасу.
Однак через три місяці і Альтман, і Скрипник залишили Донецьк та повернулися до Одеси, де Семен Йосипович очолив місцевий «Чорноморець», а Олександр Скрипник увійшов до його тренерського штабу. Тривалий час Скрипнику було доручено опікуватися дублюючим складом одеситів. Цю посаду Олександр Миколайович обіймав до 2007 року, допоки не очолив у черговий раз «Чорноморець-2», що виступав у турнірах колективів фізичної культури. У 2004 році тренер опинився у лікарні з диагнозом «інфаркт».
А у жовтні 2008 року на Скрипника знову чекала пропозиція від Альтмана. Цього разу відомий український фахівець очолив «Луч-Енергію» з Владивостока та запросив свого багаторічного помічника приєднатися до нього. На жаль, допомогти втриматися команді у російській прем'єр лізі вони не змогли.
З червня 2011 року Олександр Скрипник працює асистентом Альтмана у сімферопольській «Таврії».

## Досягнення
Тренерські здобутки
- Заслужений тренер Молдови (2000)
- Чемпіон Молдови (1999/2000)
- Срібний призер чемпіонату першої ліги України (2000/01)